# ザンザン地方
ザンザン地方（Zanzan District (フランス語: District du Zanzan)）は、コートジボワールの地方。面積38,000km²。州都はボンドークー。

## 設立まで
2011年の行政区画の再編により、ザンザン州よりザンザン地方へ。
ザンザン州はボンドークー、ボウマ、タンダの3県からなる。

## 行政区画
- ブンカニ州
- ゴントゴ州